# Montereau-sur-le-Jard
Montereau-sur-le-Jard település Franciaországban, Seine-et-Marne megyében. Lakosainak száma 498 fő (2022. január 1.). Montereau-sur-le-Jard Réau, Rubelles, Saint-Germain-Laxis, Vert-Saint-Denis, Voisenon, Limoges-Fourches és Lissy községekkel határos.

## Népesség
A település népességének változása:
| Lakosok száma | 542  | 527  | 516  | 510  | 503  | 497  | 495  | 498  |
|               | 2013 | 2015 | 2017 | 2018 | 2019 | 2020 | 2021 | 2022 |